# Brazylia na Letnich Igrzyskach Olimpijskich 1988
Brazylię na Letnich Igrzyskach Olimpijskich 1988 reprezentowało 160 zawodników, 127 mężczyzn i 33 kobiet.

## Zdobyte medale
| Medal  | Zawodnik | Dyscyplina    | Konkurencja      |
| ------ | --- | ------------- | ---------------- |
| Złoto  | Aurélio Miguel | Judo          | Waga do 95 kg    |
| Srebro | Taffarel Jorginho Batista Ademir Ricardo Gomes Geovani Edmar Careca Romário André Cruz Luis Carlos Winck Mazinho Valdo Aloísio Mílton Neto João Paulo Andrade Bebeto Zé Carlos | Piłka nożna   | turniej mężczyzn |
| Srebro | Joaquim Cruz | Lekkoatletyka | 800 m            |
| Brąz   | Róbson da Silva | Lekkoatletyka | 200 m            |
| Brąz   | Nelson Falcão Torben Grael | Żeglarstwo    | Klasa Star       |
| Brąz   | Clinio Freitas Lars Grael | Żeglarstwo    | Klasa Tornado    |